# BK Roebon Vitebsk
BK Roebon Vitebsk (Wit-Russisch: Баскетбольный клуб Рубон Віцебск) is een professionele basketbalclub uit Vitebsk, Wit-Rusland welke speelt in de Wit-Russische Major Liga.

## Geschiedenis
De club werd opgericht in 1995. Vrijwel vanaf het begin waren de sponsors het bedrijf KiS en de tak Vitebsk van de Wit-Russische spoorwegen. Het team uit Vitebsk trad dan ook op onder de namen Sikom-Lokomotiv en Lokomotiv-KiS. Vóór de start van het seizoen 2011/12 werd besloten de naam van het team te wijzigen. Na een reeks consultaties met vertegenwoordigers van de media en fans van Vitebsk werd besloten de naam "Roebon" aan te houden. Zo noemden de oude Slaven de rivier de Westelijke Dvina, waaraan de stad Vitebsk ligt. Roebon Vitebsk werd twee keer tweede om het kampioen van Wit-Rusland in 1998 en 2004. Ook werden ze twee keer derde in 2005 en 2025. Roebon Vitebsk verloor vier keer de finale om de Beker van Wit-Rusland in 1999, 2004, 2006 en 2010.

## Erelijst
- Landskampioen Wit-Rusland:
  - Tweede: 1998, 2004
  - Derde: 2005, 2025

- Bekerwinnaar Wit-Rusland:
  - Runner-up: 1999, 2004, 2006, 2010
  - Derde: 1998, 2005, 2011, 2019, 2020

## Bekende (oud)-coaches
- Dmitri Rybakov
- Roeslan Boydakov